# Amy Lowell
Amy Lawrence Lowell (Brookline, 9 febbraio 1874 – Brookline, 12 maggio 1925) è stata una poetessa statunitense, vincitrice del premio Pulitzer per la poesia nel 1926 (postumo).

## Biografia
Nata in una delle più importanti famiglie di Boston (uno dei suoi fratelli fu Percival Lowell, un famoso astronomo che ipotizzò l'esistenza del pianeta nano Plutone), Amy Lowell compensò la mancanza di una istruzione universitaria, ritenuta non appropriata per una donna del suo rango, con l'avidità delle sue letture, che la portò tra l'altro a una bibliofilia quasi ossessiva. Nel 1902, ispirata da una performance di Eleonora Duse cui aveva assistito in Europa, iniziò a comporre poesie. Il suo primo lavoro fu pubblicato nel 1910 sulla rivista "The Atlantic Monthly", e la prima raccolta, A Dome of Many-Coloured Glass, uscì due anni più tardi.
Amy Lowell fu legata sentimentalmente all'attrice Ada Dwyer Russell, che fu anche ispiratrice e musa erotica di molti dei suoi versi. Suo principale riferimento poetico fu invece Ezra Pound, che la Lowell conobbe personalmente nel corso di un viaggio in Inghilterra e che divenne subito, oltre che il maggiore ispiratore, anche il maggior critico del suo lavoro.
Amy Lowell morì per una emorragia cerebrale all'età di 51 anni, nel 1925. L'anno successivo, le fu conferito il premio Pulitzer per la poesia per il suo lavoro What's O'Clock. A lungo dimenticata, la poetessa è stata recentemente oggetto di rivalutazione critica.